# Omicidio di Antonio Leandri
Antonio Leandri, impiegato di 24 anni, fu la vittima di un omicidio compiuto in Piazza Dalmazia a Roma, il 17 dicembre del 1979, da un gruppo di terroristi neofascisti.

## L'omicidio
L'omicidio di Antonio Leandri, giovane geometra estraneo alla lotta politica, avvenne per uno scambio di persona, in un agguato organizzato nei confronti dell'avvocato Giorgio Arcangeli, ritenuto responsabile di aver denunciato e fatto arrestare il terrorista neofascista Pierluigi Concutelli, quale autore dell'omicidio del giudice Vittorio Occorsio.
L'agguato, organizzato pare in una riunione in casa dell'ideologo nero Paolo Signorelli da un gruppo congiunto di militanti neofascisti appartenenti a Terza Posizione e ai Nuclei Armati Rivoluzionari, formato da Giusva Fioravanti, Sergio Calore, Antonio d'Inzillo, Bruno Mariani e Antonio Proietti, ebbe luogo il 17 dicembre del 1979.
Nessuno, nel gruppo di fuoco, aveva però mai visto in faccia (o in foto) la vittima e così, quando Leandri si voltò al grido di «avvocato!» lanciato da Fioravanti, Mariani sparò e tre colpi dei sei andarono a segno, prima del colpo di grazia di Fioravanti che uccise definitivamente il giovane.
Subito dopo l'agguato, un'auto della Mobile, intercettò quella dei killer e arrestò quattro di loro: Calore, Mariani, D'Inzillo e Proietti, mentre Fioravanti fuggì da solo ed evitò così la cattura.
 
Al processo di primo grado, Signorelli, Fioravanti, Mariani e Calore furono condannati all'ergastolo e Proietti a 21 anni. In appello, la seconda corte di Assise di Roma, confermò la condanna a vita per Fioravanti, tramutando in 30 anni di reclusione la condanna a Mariani, a 15 anni per Proietti e per il pentito Calore (divenuto collaboratore di giustizia) e annullando l'ergastolo inflitto a Signorelli, assolto per non aver commesso il fatto.